# Witchy
Witchy es un webcómic de fantasía de Ariel Slamet Ries que comenzó en 2014. El webcomic sigue a la joven bruja Nyneve en un mundo donde la competencia mágica se basa en la longitud del cabello. Aunque el mundo de Witchy es cultural y étnicamente diverso, sus personajes son marginados debido a la longitud de su cabello. Ries comenzó subiendo una página del webcomic por semana, ya que estaba estudiando animación. Witchy fue nominada a un premio Ignatz en 2015.

## Sinopsis
El webcomic Witchy se desarrolla en un mundo donde la longitud del cabello indica la habilidad mágica que uno posee, y las personas con cabello largo son consideradas enemigas del estado. Witchy sigue la historia de la joven bruja Nyneve, cuyo padre de pelo largo fue quemado en la hoguera por la "Guardia de Brujas" real del reino cuando ella todavía era una niña. A medida que crece, Nyneve tiene que decidir si aceptará ser reclutada en la Guardia Bruja o se volverá rebelde. Ella oculta el largo de su cabello cuando está fuera de su casa para evitar el reclutamiento, mientras que sus compañeros de clase en la escuela tienen sus propios problemas y ambiciones.
Ziah Grace, de ComicsAlliance, describió a Witchy como un webcomic sobre los sistemas de una sociedad: "tanto la capacidad de un sistema generalizado de continuar como la capacidad del individuo de sobrevivir dentro de ellos". Grace describe a Nyneve como el "producto de una sociedad que destruye a los marginados". La situación de Nyneve contrasta con la de su compañera de clase Prill, que se siente mucho más aceptada en la sociedad pero que se siente excluida en casa.

## Desarrollo
Ariel Ries es estudiante de animación en The Animation Workshop en Dinamarca y Witchy es su primer gran proyecto. Ella escribió la historia para su webcomic durante 2012 y 2013: Witchy originalmente estaba destinada a ser una historia corta sobre un pueblo de brujas donde las brujas estaban desapareciendo lentamente en los bosques circundantes. En esa época, la jerarquía basada en el cabello se centraba en el color, y la protagonista se teñía el cabello para disimular el hecho de que era débil. Ries decidió optar por el cabello largo después de que una amiga le propusiera la idea, y quería crear una sociedad donde los prejuicios no se basaran en la raza, el género, la sexualidad o la discapacidad. Witchy inicialmente derivaba mucho de las obras de fantasía de Jean Giraud, pero Ries luego decidió que quería que su webcomic estuviera inspirado en Asia en lugar de Europa. Ries creó el reino en el que se desarrolla Witchy como un lugar étnicamente muy diverso; ella ha declarado que lo imagina como una "especie de reino crisol asiático".
Como estudiante, Ries trabaja casi exclusivamente en Witchy durante el fin de semana; si no podía terminar de entintar y colorear una página el domingo, "trabajaba poco a poco" en ella durante el resto de la semana. Witchy actualiza todos los martes, pero Ries tiene un margen de dos semanas en caso de que no pueda terminar una página a tiempo. Ries está interesada en la representación de personajes que están subrepresentados en los medios, lo que la inspiró a incluir personajes de diversas etnias, así como un personaje transgénero. En una entrevista con ComicsAlliance, Ries señaló que no planificó adecuadamente su sistema mágico cuando comenzó a crear Witchy, lo que resultó en que la tomaran por sorpresa cuando comenzó a dibujar este aspecto de su webcomic. El sistema mágico está inspirado principalmente en varias religiones asiáticas, como el sintoísmo y el Mun, así como en las reglas y técnicas de varios estilos de danza y artes marciales diferentes. Ries afirmó que tiene muchas ideas que quiere incorporar al sistema mágico de Witchy, pero ha tenido dificultades para organizar sus conceptos adecuadamente.
Durante el desarrollo de Witchy, Ries dejó de utilizar tinta tradicional para sus ilustraciones y comenzó a utilizar Adobe Photoshop y más tarde Clip Studio Paint. Como Witchy es el primer gran proyecto de Ries, su objetivo era estar abierta a la experimentación, y Ries ha declarado que su estilo artístico ha cambiado gradualmente con el tiempo. Los planes de Ries para la trama también han cambiado con el tiempo, ya que su prioridad hacia el crecimiento del personaje se ajustó en gran medida. Según Ries, desarrollar la historia muy lentamente le ha ayudado a mejorar la trama, ya que tiene meses para resolver los problemas.
En marzo de 2019, Lion Forge Comics anunció una colección impresa de Witchy, que se comenzó a publicar en septiembre de 2019.

## Recepción
Grace de ComicsAlliance afirmó que el arte de Ries está "maravillosamente desarrollado", comparando los fondos de Witchy con los de las películas de Hayao Miyazaki y comparando el trazo áspero y detallado con el de Necropolis de Jake Wyatt. Grace describió a Witchy como "un increíble primer proyecto de un talento en ascenso". Mey de Autostraddle elogió la creación del mundo de Witchy y su original conjunto de reglas para su sistema mágico. Mey elogió especialmente a la chica transgénero Prill, que se comporta de forma bastante mandona y sarcástica a lo largo del webcomic. Sarah Hunter, de The Booklist Reader, comentó que Ries "infunde en los personajes y el universo de Hyalin cuestiones y preocupaciones que resonarán en los lectores contemporáneos".
En 2015, Witchy fue nominado a un premio Ignatz en la categoría de "Cómic en línea destacado".